# Schoolies

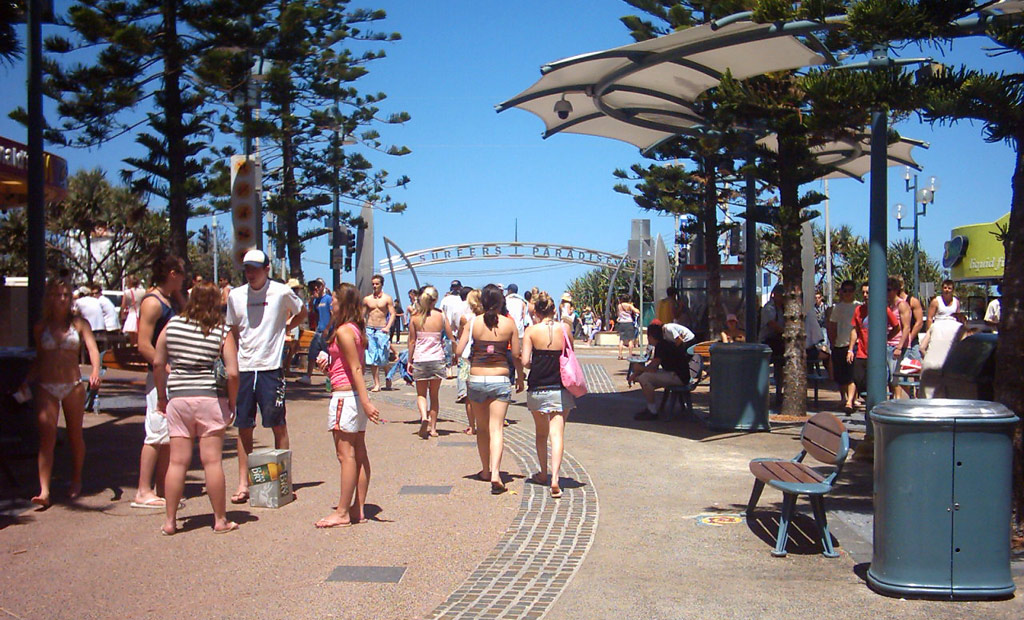
Surfers Paradise, dans le Queensland, pendant les schoolies.

Les schoolies sont des fêtes étudiantes qui ont lieu chaque année en Australie fin novembre ou début décembre. Elles se sont développées à partir de la Gold Coast, dans le Queensland.